# 赤城自然園
赤城自然園（あかぎしぜんえん）は、群馬県渋川市赤城町にある自然観察園。2017年現在はクレディセゾンが運営する。

## 概要
セゾングループの保有する120haを「本物の自然を知らない現代の子供たちのために、できる限りありのままの自然の状態に計画的に保全と創出によって再編し、自然と肌で接して感動を得る場をつくる」という目標を掲げた堤清二の構想の下にスギやカラマツのパッチワーク状の荒れた樹林地を、水源涵養及び土砂流出防備の保安林機能を保持しつつ、間伐、下刈、補植などの手を加えて林相を多様化させたプロジェクトである。
約120ヘクタールの敷地内に、マツやスギなどの雑木林を中心に、東洋一の規模を誇るシャクナゲ園、北関東で生育するほぼ全ての昆虫と触れ合える昆虫園などを構える。
計画地は、森の生物の観察を主眼とするオープンインセクト(昆虫)ガーデン>の考え方を基本におき、「四季の森」及び世界的なシャクナゲのコレクション「セゾンガーデン」と将来予定されている昆虫採集などのできる「体験の森」の4つのエリアを区分し、現在は「植栽した植物が現地に馴染み、そこに生物が息づくようになるまでは自然ではない」というオーナーの考えから、「自然への同化」の手当てを行いながらそなえている。
標高は600から700mで設計陣は当時の西武都市開発の技術スタッフの他、山本紀久(環境・修景計画・監理)、喜多川元司(植生調査)萩野賢一、徳原真人(基本計画・設計) プランタゴ田瀬理夫(全体計画)、セゾンガーデン設計に鈴木崇、ジェームス・ラッセ(シャクナゲ園)。施工・運営:西洋環境開発、施工期間:森林整備は1984年から、造成+植栽が1987年から、補植+養生は1992年から継続している。
現在では補植導入した山野草も子孫をひろげ、多くの小鳥や昆虫が飛来している。
一方で、計画地内の新旧の植物リストづくり、昆虫類の生態データや標本の作成など、基礎的な情報を収集し、長期的な計画目標である「フィールド状況と画像を連動させた利用システムづくり」にそなえている。
自然とのふれあいを重視しており、敷地内は林の下枝刈りや間引きなどを除いて最小限の開発にとどめ、飲食施設やレストランなどは設けていない（飲料水の自販機はある）。
過去に赤字を垂れ流す運営状態だったことから、現在は入園料収入に頼らず、本園の思想に賛同する企業からの協賛金を大きな収入の柱とする方針としており、クレディセゾンのグル＾プ会社や旧セゾングループの良品計画の他にもアメリカン・エキスプレス・日本IBM・NTTデータ・朝日生命・JCB・TOPPANなどの企業がオフィシャルスポンサーに名を連ねている。

## 沿革
元々は1971年に、当時の西武都市開発（後の西洋環境開発）がリゾート開発を目的に取得を開始した土地。1980年までに土地の取得はほぼ完了したが、当時のセゾングループ代表だった堤清二が「デパートの屋上でカブトムシやオタマジャクシを初めて目にする子ども達の姿にショックを受けた」ことで、リゾート開発ではなく自然と触れ合う環境・総合自然観察園として当地を運営することを決定。1988年に西友に当地の管理が移管され、1993年に自然園として一部オープンした。しかし年間数億円ともされる運営費に対し、開園日は年間で50日程度にとどまったため、入園者は年間6000人程度しかおらず、運営は常に赤字の状態だったという。
2008年に西友がウォルマートの完全子会社となった際に、本園は不良資産の一部として槍玉に上がり、翌2009年3月に閉鎖。従業員も一旦は全員解雇されるが、一部の社員が無給で管理を継続。一方で新たなスポンサーを探した結果、元々同じセゾングループだったクレディセゾンが運営を引き継ぐことになり、翌2010年4月に再オープン、現在に至っている。旧西友時代に比べ開園日を大幅に増加させ、年間約150日程度の開園とすることで、入園者は年間約5万人にまで増えている。
2014年には森林セラピー基地としての認定を受けた。

## ギャラリー

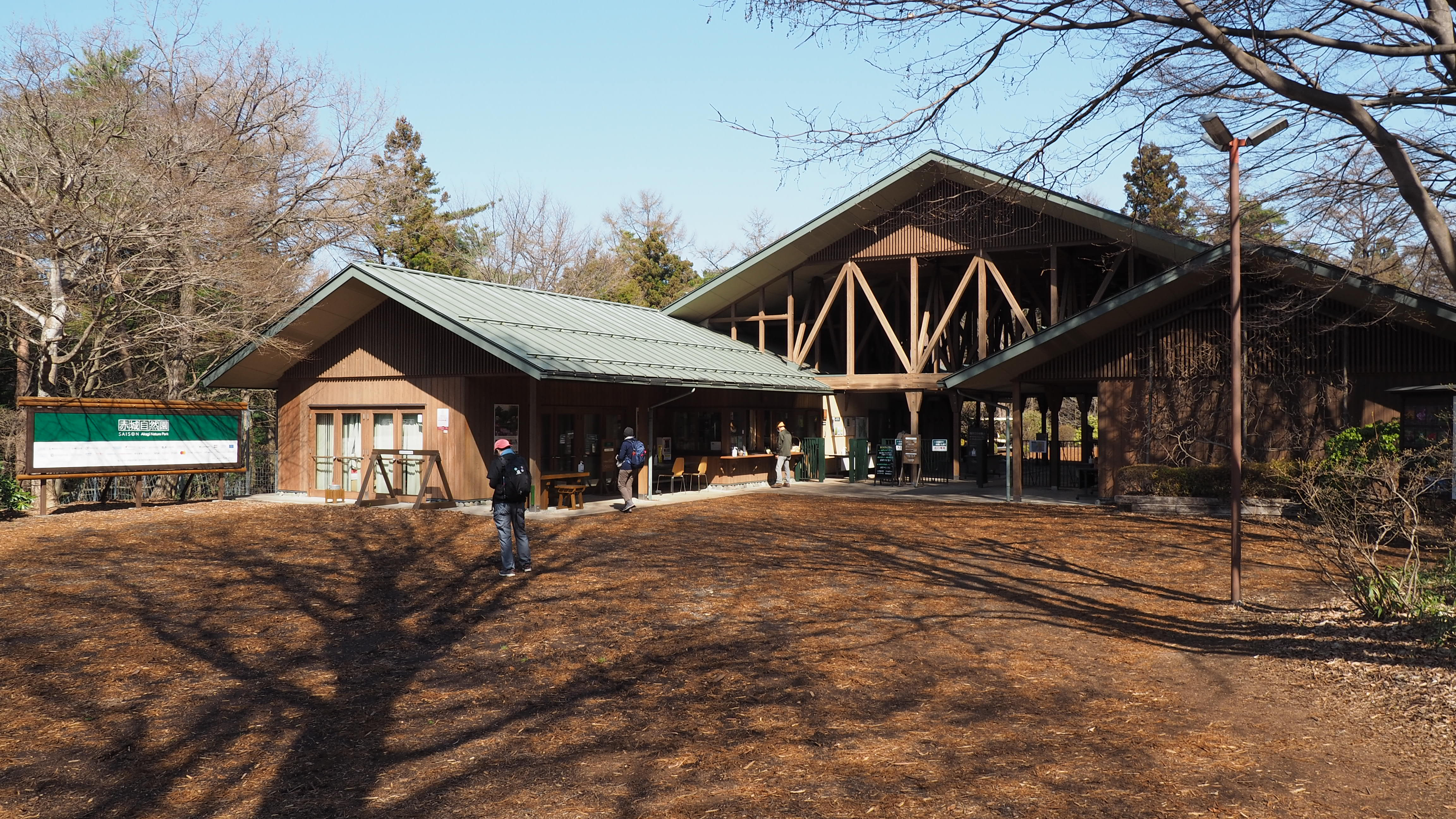
赤城自然園入口（展示棟）
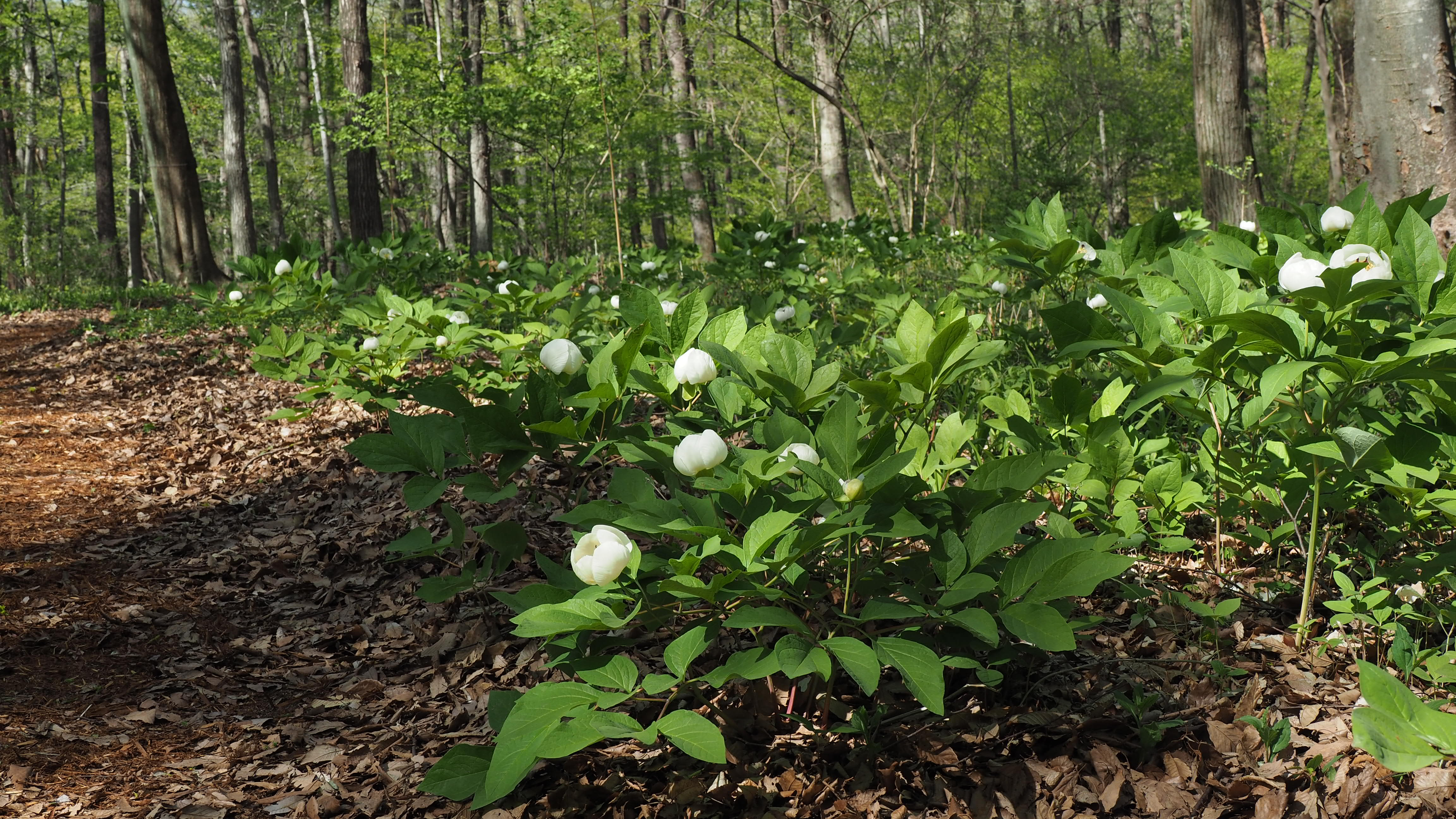
ヤマシャクヤク
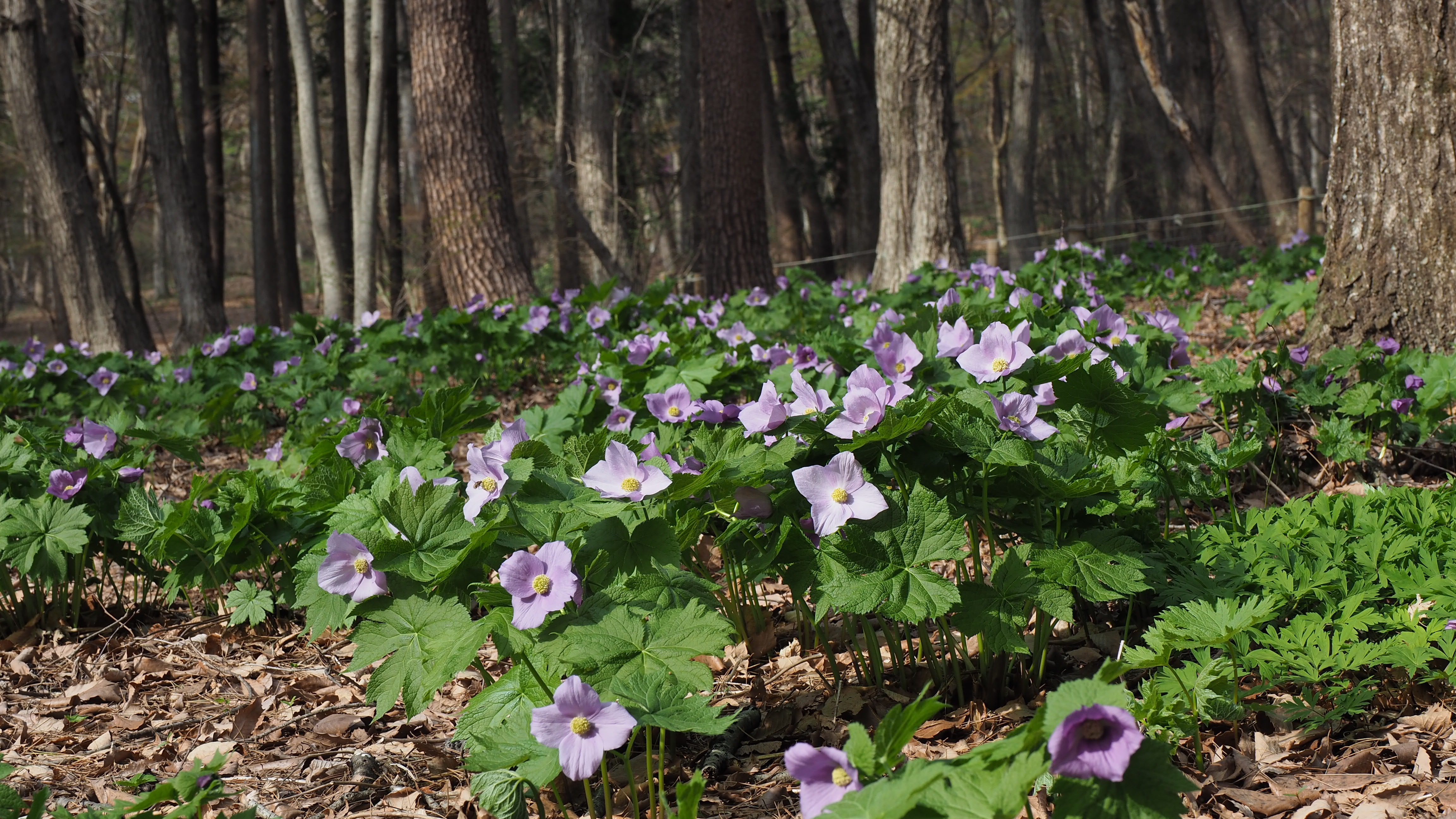
シラネアオイ
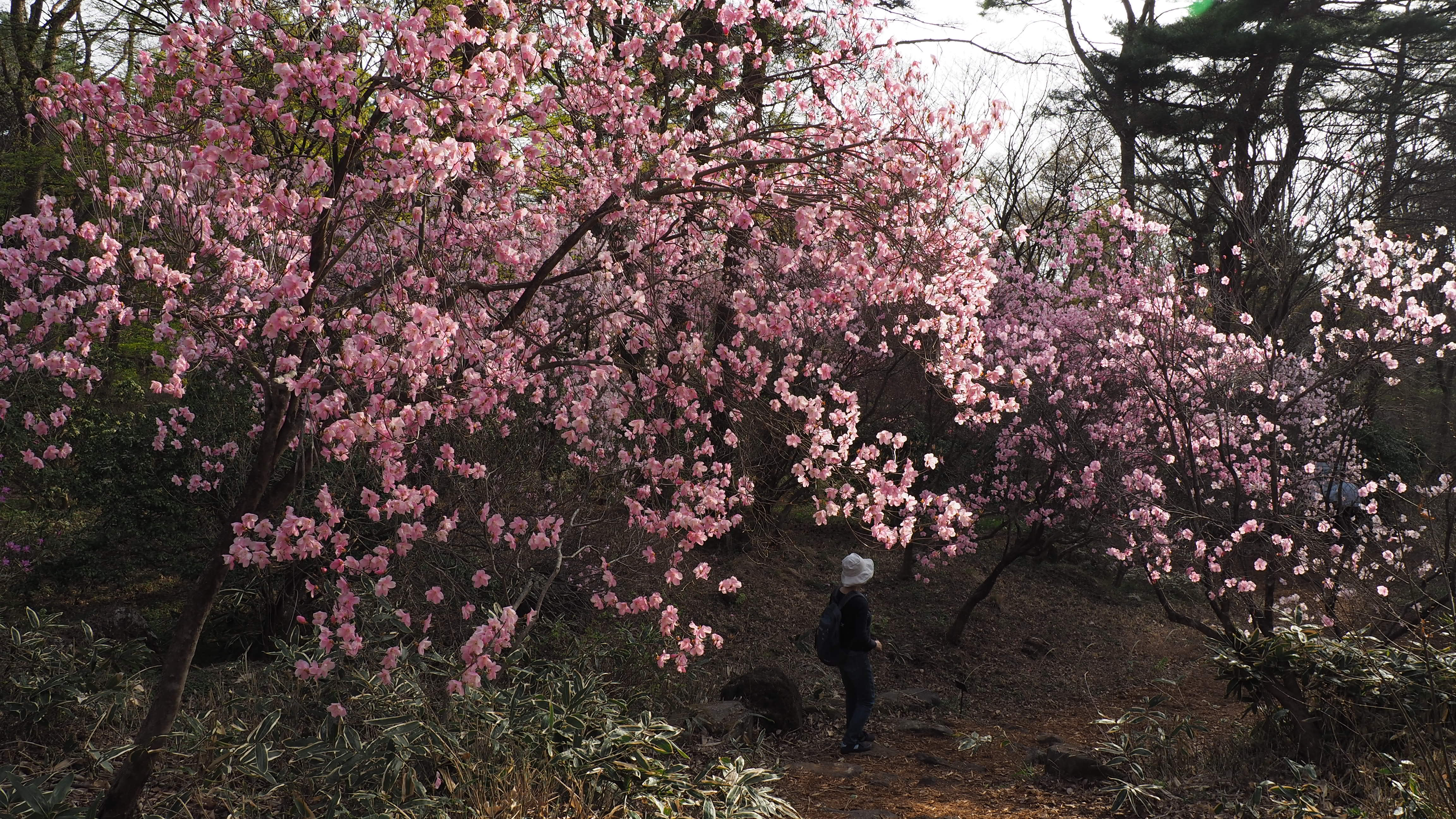
アカヤシオ
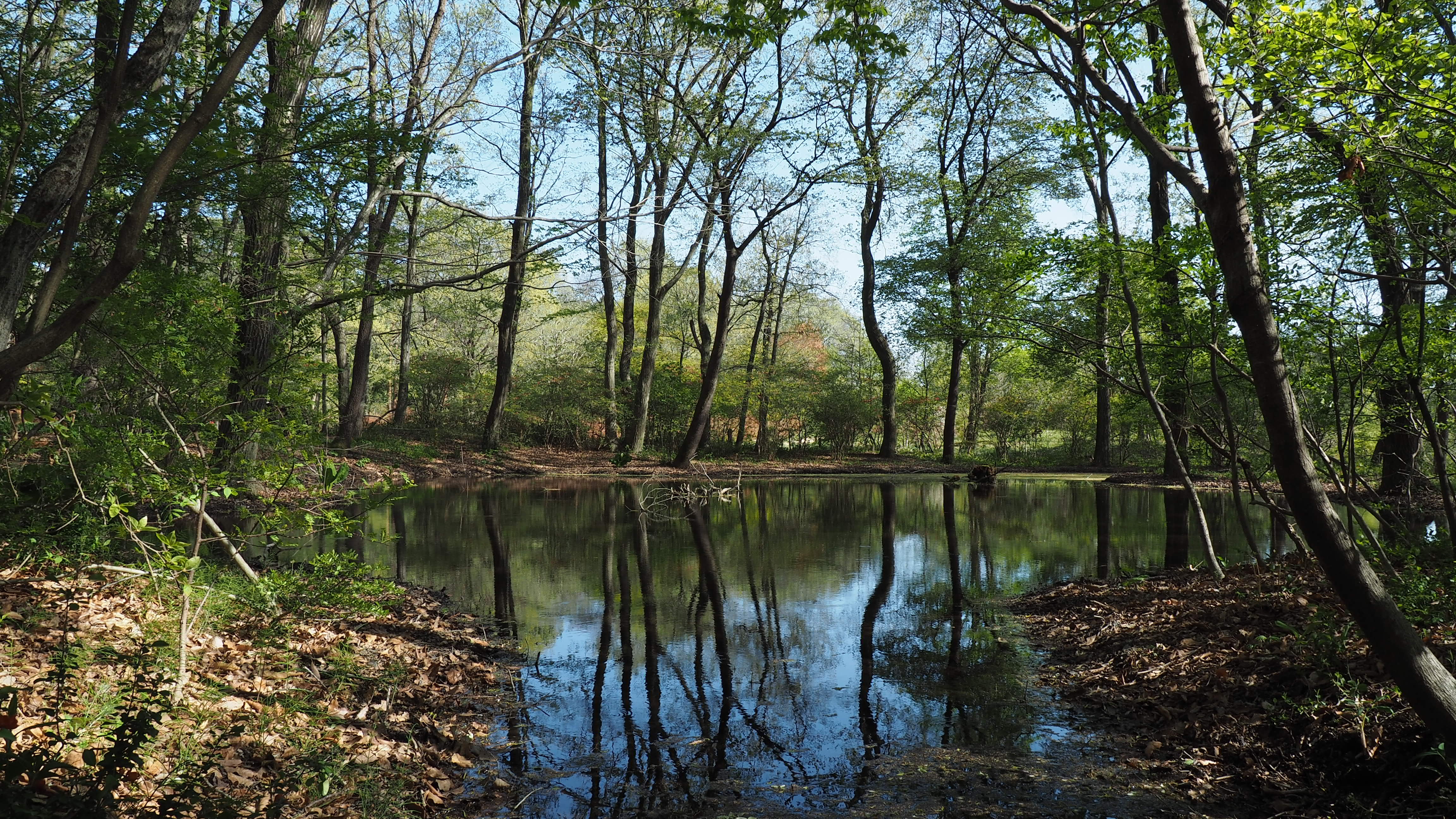
ミズスマシの池